# In natura
A expressão in natura é uma locução latina que significa "na natureza, da mesma natureza".
É utilizada para descrever os alimentos de origem vegetal ou animal que são consumidos em seu estado natural, como por exemplo as plantas.
Traduzida à letra, a expressão in natura quer dizer apenas «na natureza». No entanto, os contextos em que é habitualmente utilizada autorizam e requerem traduções mais amplas: «no estado que se encontra na natureza», «no seu estado natural», «não transformado».
A expressão utiliza-se sobretudo para caracterizar certos produtos alimentares, tanto de origem vegetal como animal, quando estes são distribuídos ou consumidos no seu estado natural, ou seja, sem terem sido sujeitos a qualquer transformação ou processamento. Por exemplo, os frutos e as hortaliças são frequentemente consumidos in natura, há importações de carne in natura, e o leite já não pode ser vendido in natura (sem ser pasteurizado).
No entanto, nada impede a utilização da expressão em contextos não alimentares. No Brasil, por exemplo, o «salário in natura» é o conjunto dos benefícios concedidos pelo empregador como gratificação pelo trabalho desenvolvido ou pelo cargo ocupado pelo empregado: alimentação, habitação, viatura, vestuário, etc. Neste caso, o conceito de «naturalidades», julgo eu, resulta do contraste entre estes bens, que são imediatamente utilizáveis, e o dinheiro proveniente do salário «tradicional», o qual não pode ser utilizado sem ser previamente «transformado» em bens por meio de uma operação chamada «compras».